# Wuddska gravvalvet

Wuddska gravvalvet återfinns under en slät gravsten av röd kalksten framför dörren in till sakristian i Jäders kyrka i Södermanland. 
Gravstenen är välbevarad och hade ursprungligen fyra lyftringar av järn. Dessa togs dock bort 1934. Denna gravsten täcker nedgången till familjen Wudds gravvalv. Stenen har måtten 193 x 120 cm och har följande inskrift: "Denna sten och under / warande graff hörer / Till den Edele och Wälb. / Paul Wudd till Strand och Stora Swinebij sampt / Hans Arffuingar Anno / 1651 den 28 oktober / PWAMP". Enligt C.G. Österbergs anteckningar 1872, ligger den ovan nämnda gravstenen över en trappa, som leder ner åt öster till gravvalvet. 
Gravvalvet, som tidigare tillhörde familjen Oxenstierna, har kommit att användas av de släkter som ägt och bebott Strands herrgård från och med familjen Wudd till och med familjen Reuter (till 1848). 
Här finns kistor tillhörande följande personer:
- Paul Wudd (1611-1691), ägare till Strands herrgård.
- Anna Margareta Bonnat (1626-1666), hustru till Paul Wudd sedan 1643.
- Axel Wudd (1645-1672), ryttmästare, son till P Wudd och A M Bonnat.
- Fredrik Wudd (1675-1693), fänrik, son till P Wudd och Margareta Wijnbladh (1648-1742), P Wudds andra hustru.
- L P Riddergroll, kapten, måg till P Wudd och A M Bonnat.
- Didrik Duvall, baron, måg till Riddergroll, ägare till Kalkuddens tegelbruk i Mariefred.
- Nils-Ulric Reuter
- P U Reuter, den siste som gravsatts här år 1848.
- Vidare ligger i valvet ytterligare barn till Paul Wudd samt andra personer, vilkas namn dock inte framgår av föreliggande dokumentation.